# Saint-Lyé-la-Forêt
Saint-Lyé-la-Forêt és un municipi francès, situat al departament del Loiret i a la regió de Centre – Vall del Loira. L'any 2007 tenia 1.020 habitants.

## Demografia

### Població
El 2007 la població de fet de Saint-Lyé-la-Forêt era de 1.020 persones. Hi havia 377 famílies, de les quals 60 eren unipersonals (30 homes vivint sols i 30 dones vivint soles), 117 parelles sense fills, 181 parelles amb fills i 19 famílies monoparentals amb fills.
La població ha evolucionat segons el següent gràfic:
Habitants censats

### Habitatges
El 2007 hi havia 401 habitatges, 379 eren l'habitatge principal de la família, 8 eren segones residències i 14 estaven desocupats. 398 eren cases i 3 eren apartaments. Dels 379 habitatges principals, 351 estaven ocupats pels seus propietaris, 26 estaven llogats i ocupats pels llogaters i 1 estava cedit a títol gratuït; 6 tenien dues cambres, 32 en tenien tres, 99 en tenien quatre i 242 en tenien cinc o més. 324 habitatges disposaven pel capbaix d'una plaça de pàrquing. A 96 habitatges hi havia un automòbil i a 264 n'hi havia dos o més.

### Piràmide de població
La piràmide de població per edats i sexe el 2009 era:
| Homes | Edats   | Dones |
| ----- | ------- | ----- |
| 0     | 95 o +  | 0     |
| 0     | 90 a 94 | 0     |
| 8     | 85 a 89 | 0     |
| 12    | 80 a 84 | 4     |
| 4     | 75 a 79 | 24    |
| 4     | 70 a 74 | 16    |
| 4     | 65 a 69 | 4     |
| 12    | 60 a 64 | 20    |
| 44    | 55 a 59 | 12    |
| 48    | 50 a 54 | 36    |
| 40    | 45 a 49 | 72    |
| 36    | 40 a 44 | 36    |
| 44    | 35 a 39 | 52    |
| 24    | 30 a 34 | 20    |
| 32    | 25 a 29 | 32    |
| 36    | 20 a 24 | 16    |
| 28    | 15 a 19 | 36    |
| 44    | 10 a 14 | 32    |
| 20    | 5 a 9   | 40    |
| 32    | 0 a 4   | 20    |

## Economia
El 2007 la població en edat de treballar era de 693 persones, 542 eren actives i 151 eren inactives. De les 542 persones actives 515 estaven ocupades (260 homes i 255 dones) i 26 estaven aturades (16 homes i 10 dones). De les 151 persones inactives 70 estaven jubilades, 50 estaven estudiant i 31 estaven classificades com a «altres inactius».

### Ingressos
El 2009 a Saint-Lyé-la-Forêt hi havia 403 unitats fiscals que integraven 1.106,5 persones, la mediana anual d'ingressos fiscals per persona era de 22.091 €.

### Activitats econòmiques
Dels 24 establiments que hi havia el 2007, 1 era d'una empresa alimentària, 1 d'una empresa de fabricació d'altres productes industrials, 8 d'empreses de construcció, 2 d'empreses de transport, 1 d'una empresa d'hostatgeria i restauració, 3 d'empreses d'informació i comunicació, 4 d'empreses de serveis, 2 d'entitats de l'administració pública i 2 d'empreses classificades com a «altres activitats de serveis».
Dels 9 establiments de servei als particulars que hi havia el 2009, 1 era un taller d'inspecció tècnica de vehicles, 1 paleta, 2 guixaires pintors, 2 lampisteries i 3 electricistes.
L'únic establiment comercial que hi havia el 2009 era una fleca.
L'any 2000 a Saint-Lyé-la-Forêt hi havia 15 explotacions agrícoles.

## Equipaments sanitaris i escolars
El 2009 hi havia 1 escola maternal integrada dins d'un grup escolar amb les comunes properes formant una escola dispersa i 1 escola elemental integrada dins d'un grup escolar amb les comunes properes formant una escola dispersa.

## Poblacions més properes
El següent diagrama mostra les poblacions més properes.